# Estació de Grajal
Grajal és una estació ferroviària situada en el municipi de Grajal de Campos a la província de Lleó, Castella i Lleó. Disposa de serveis de Mitjana distància operats per Renfe.

## Ubicació
L'estació es troba en el punt quilomètric 55,440 de la línia que uneix Venta de Baños amb Xixón, a 811 msnm, entre les estacions de Sahagún i de Villada. El tram és de via doble i està electrificat. Històricament l'estació pertanyia a la línia Palència-La Corunya.

## Història
L'estació va ser inaugurada el 8 de novembre de 1863 com a part de la línia fèrria de Lleó-Palència, més tard allargada fins a La Corunya. La Companyia dels Ferrocarrils del Nord-oest d'Espanya va ser l'encarregada de la construcció i explotació del traçat. El 1878, l'empresa es va declarar en fallida després d'un intent de fusió amb MZOV i la línia va passar a mans de la Companyia dels Ferrocarrils d'Astúries, Galícia i Lleó creada per a continuar amb les obres iniciades per Nord-oest i gestionar les seves línies. No obstant això la situació financera d'aquesta última també es va tornar ràpidament delicada sent absorbida per la Companyia dels Camins de Ferro del Nord el 1885. El 1941, la nacionalització del ferrocarril a Espanya suposa la desaparició d'aquesta última i la seva integració en l'acabada de crear RENFE.
Des del 31 de desembre de 2004 Renfe Operadora explota la línia mentre que Adif és l'empresa titular de les instal·lacions ferroviàries.

## Serveis ferroviaris
Els serveis de Mitjana distància de Renfe que tenen parada en l'estació enllacen Grajal amb les ciutats de Lleó i Valladolid, tot passant per Palència.
| Línia MD | Servicio        | Origen/Destino          | Paradas intermedias | Destino/Origen |
| -------- | --------------- | ----------------------- | --- | -------------- |
| 17       | Regional exprés | Palència                | Grijota, Becerril, Paredes de Nava, Cisneros, Vallada, Grajal, Sahagún, El Burgo Ranero, Santas Martas, Palanquino | Lleó           |
| 24       | Regional        | Valladolid-Campo Grande | Valladolid Universitat, Cabezon de Pisuegra, Cubilles de Santa Marta, Duenas, Venta de Banos, Palència, Parets de Nava, Villada, Grajal, Sahagun, Burgo Ranero, Palanquinos, Lleó, La Robla, La Pola de Gordon, Santa Lucia, Villamanín, Busdongo, Linares-Congostina, Fierros, Campomanes, Pola de Lena, Uxo, Mieres-Puente, Llamaquique (Uviéu), Uviéu, Calzada d'Asturies ·ampomanes · Pola de Lena · Uxo · Mieres-Puente · Llamaquique ( · Uviéu · Calzada d Asturias | Xixón          |